# Michael Rossmann
Michael George Rossmann (* 30. Juli 1930 in Frankfurt am Main; † 14. Mai 2019 in West Lafayette, Indiana) war ein deutsch-amerikanischer Biologe und Professor an der Purdue University in West Lafayette, Indiana.
Mit kristallografischen Methoden erzielte er grundlegende Erkenntnisse über die Supersekundärstruktur von Proteinen (Rossmann-Faltung) und den Aufbau von Viren.

## Leben
Rossmanns offizieller Lebenslauf (siehe Weblinks) enthält keine Angaben für die Zeit zwischen seiner Geburt 1930 in Frankfurt und seinem ersten akademischen Abschluss 1950 in London. Mehr über seinen familiären Hintergrund und die Zeit vor seinem Studium offenbaren jedoch die Nelly Rossmann Family Papers im Bestand des United States Holocaust Memorial Museums.
Nelly Rossmann, seine Mutter, wurde am 14. Februar 1899 in Frankfurt als Tochter des wohlhabenden Münzhändlers Heinrich Schwabacher und dessen Ehefrau Anna, geborene Cahn, geboren. Ihr Bruder war der Numismatiker Willy Schwabacher. Nelly heiratete am  30. Januar 1930 Alexander Rossmann, der einer nichtjüdischen Familie aus Wiesbaden entstammte. Diese Ehe wurde 1936 geschieden, offenbar aufgrund starker nationalsozialistischer und antisemitischer Anfeindungen aus dem Kreis der Familie Rossmann. Nach der Scheidung lebten Nelly und ihr Sohn Michael mit den Großeltern mütterlicherseits zusammen. Nelly arbeitete als Grafikerin für die Frankfurter Zeitung. Dort wurde sie 1935 entlassen, weil es Juden nicht mehr erlaubt war, im Zeitungsgewerbe zu arbeiten. In dieser Zeit trat sie auch den Quäkern bei.
Nach ihrem Rauswurf bei der Frankfurter Zeitung unterrichtete Nelly Rossmann jüdische Kinder. Im Dezember 1938 entschloss sie sich, ihren Sohn in die Quäkerschule Eerde zu schicken. Ihre Eltern, die Verwandte in London hatten, wanderten Anfang 1939 dorthin aus, während sie noch in Frankfurt blieb. Während der Sommerferien 1939 kehrte Michael zunächst nach Frankfurt zurück, bevor er dann zusammen mit seiner Mutter die Großeltern in London besuchte. Der Ausbruch des Zweiten Weltkriegs verhinderte seine Rückkehr nach Eerde, so dass nun auch Mutter und Sohn dauerhaft in London verblieben. Nelly arbeitete als Grafikerin für die deutschsprachige Londoner Zeitung Die Zeitung, und Michael erhielt ein Stipendium zum Besuch eines Quäkerinternats in Essex. Mutter und Sohn wurden 1945 britische Staatsbürger, und Michael begann nach dem Krieg mit seinem Studium.
Rossmann legte 1950 und 1951 an der University of London zwei Bachelor-Prüfungen ab und erhielt dort 1953 einen Master in Physik. Einen Ph.D. erwarb er 1956 an der University of Glasgow mit einer Arbeit zur chemischen Kristallografie. Als Postdoktorand arbeitete er – gefördert durch das Fulbright-Programm – an der University of Minnesota in Minneapolis und anschließend als Forschungsassistent am MRC Laboratory of Molecular Biology, Cambridge. Seit 1964 hat er Professuren an der Purdue University in West Lafayette, Indiana, inne: ab 1964 als Associate Professor (Juniorprofessor) und ab 1967 als ordentlicher Professor in der Abteilung für biologische Wissenschaften, ab 1975 in der Abteilung für Biochemie, ab 1978 zusätzlich wiederum in der Abteilung für biologische Wissenschaften. Zusätzliche Lehraufträge hatte er seit 1989 an der Cornell University in Ithaca, New York und seit 1995 für Biochemie an der Indiana University School of Medicine (Indiana University-Purdue University Indianapolis) in Indianapolis.
Michael Rossmann starb im Mai 2019 im Alter von 88 Jahren in West Lafayette, Indiana.

## Auszeichnungen (Auswahl)
- 1978 Mitgliedschaft in der American Academy of Arts and Sciences
- 1984 Mitgliedschaft in der National Academy of Sciences
- 1987 Gairdner Foundation International Award[5]
- 1987 Howard Taylor Ricketts Award
- 1990 Louisa-Gross-Horwitz-Preis[6]
- 1994 Gregori-Aminoff-Preis[7]
- 1996 Mitgliedschaft in der Royal Society of London
- 1999 Mitgliedschaft in der American Association for the Advancement of Science
- 2001 Paul-Ehrlich-und-Ludwig-Darmstaedter-Preis[8]
- 2016 Sackler-Preis